# 帕維烏·戈蘭斯基
帕維烏·戈蘭斯基（波蘭語：Paweł Golański；1982年10月12日—）是一位波蘭足球運動員。在場上的位置是後衛。他現在效力於波蘭足球甲級聯賽球隊凱爾采科羅納足球俱樂部。他曾效力於布加勒斯特星足球俱樂部。他也是波蘭國家足球隊的一員，曾代表波蘭參加2008年歐錦賽。